# Нигер (река)
Ни́гер (фр. Niger [niˈʒɛʁ], англ. Niger [ˈnaɪdʒər], йоруба Niger, Ọya) — важнейшая река в Западной Африке. Длина 4180 км, площадь бассейна 2 117 700 км² третья по этим параметрам в Африке после Нила и Конго.
Исток реки находится на склонах Леоно-Либерийской возвышенности на юго-востоке Гвинеи. Река течёт по территории Мали, Нигера, по границе с Бенином, а затем по территории Нигерии. Впадает в Гвинейский залив Атлантического океана, формируя в районе впадения дельту. Крупнейший приток Нигера — река Бенуэ.

## Этимология
Точное происхождение названия реки неизвестно и среди исследователей с давних пор идёт спор на этот счёт.
Популярным является мнение о том, что название реки произошло из туарегского nehier-ren — «река, текущая вода».
По одной из гипотез название реки произошло в свою очередь от слов Egerew n-Igerewen, что на тамашек (один из языков туарегов) означает «великая река» или «река рек». Так называли Нигер и некоторые другие народы, жившие на его берегах.
Также существует гипотеза, согласно которой производным названия реки является латинское слово niger, то есть «чёрный». Такая гипотеза допускает, что исторически слова «Нигер» и «негр» однокоренные, поскольку последнее также происходит от слова «чёрный».
Аборигены же, проживающие поблизости от берегов, на отдельных участках течения называют реку по-разному: Джолиба (на языке мандинго — «большая река»), Мэйо, Эгхирреу, Изо, Кворра (Куарра, Ковара), Баки-н-руу и т. д., но при этом абсолютное большинство этих названий в переводе означают «река».

## Гидрография

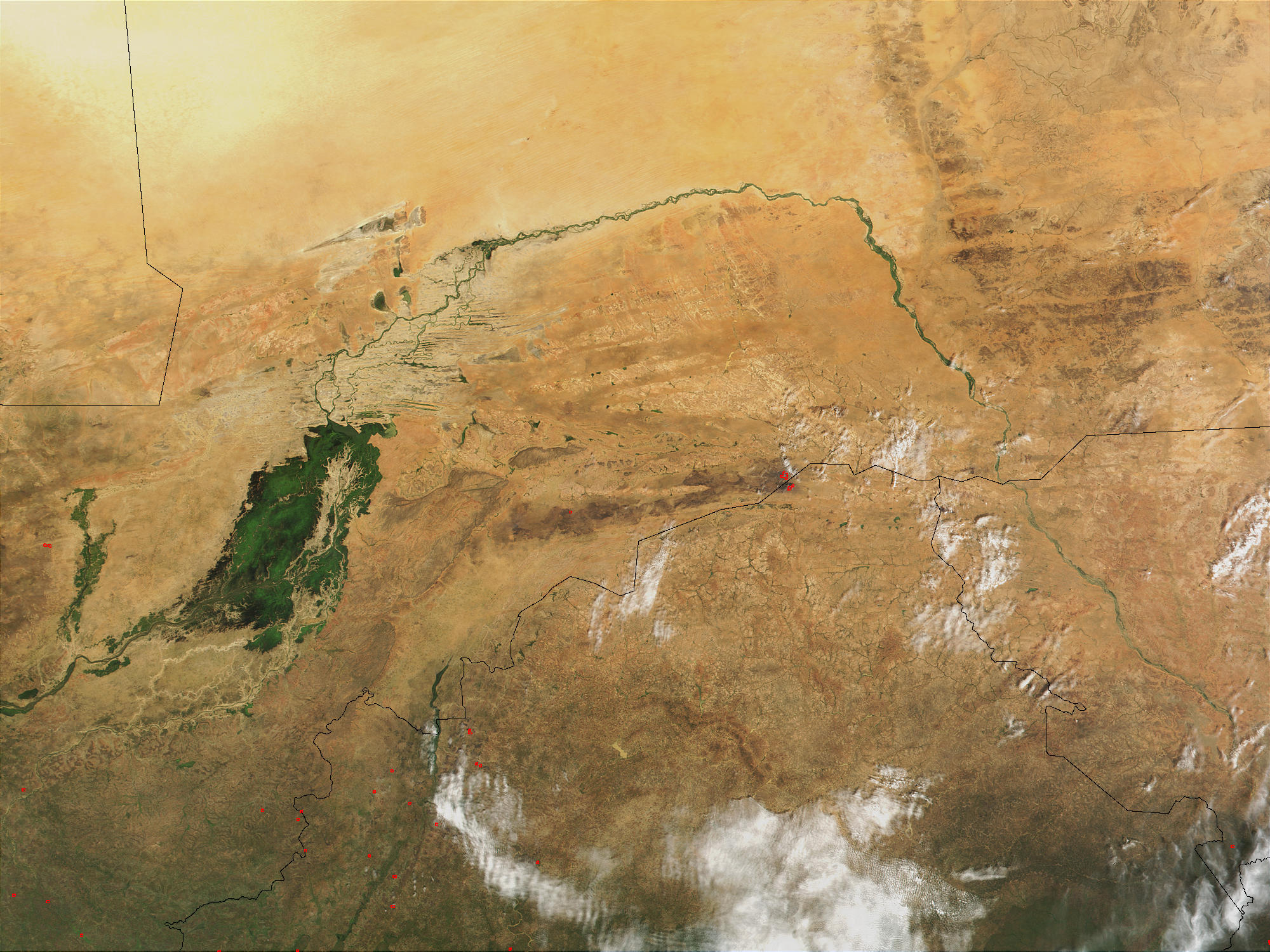
Крюк реки Нигер

Исток находится на склонах Леоно-Либерийской возвышенности на юго-востоке Гвинеи. В верхнем течении река носит название Джолиба́. Река течёт на северо-восток, пересекает границу с Мали. В верхнем и нижнем течении Нигер порожист, протекает в основном в узкой долине. В среднем течении Нигер имеет характер равнинной реки. От гвинейского города Куруса до малийской столицы Бамако, а также ниже города Сегу Нигер течёт по широкой долине и судоходен. Ниже малийского города Ке-Масина Нигер разделяется на несколько рукавов, формируя внутреннюю дельту. В районе внутренней дельты долина Нигера сильно заболочена. Ранее в этом месте Нигер впадал в бессточное озеро. В районе Томбукту многочисленные рукава соединяются в одно русло. Затем река течёт на восток вдоль южной границы Сахары на протяжении 300 км. Вблизи городка Бурем Нигер поворачивает на юго-восток и до самого устья течёт в широкой долине, судоходна. Река течёт по территории Нигера, где расположены многочисленные сухие русла рек (вади), впадавших некогда в Нигер, по границе Бенина, затем протекает через Нигерию и впадает в Гвинейский залив, формируя обширную дельту площадью 24 тыс. км². Наиболее протяжённым рукавом дельты является Нун, но для судоходства используют более глубокий рукав Форкадос.
Основные притоки Нигера: Мило, Бани (справа); Сокото, Кадуна и Бенуэ (слева).
Нигер относительно «чистая» река, по сравнению с Нилом мутность его воды примерно в десять раз меньше. Это обусловлено тем, что верховья Нигера проходят по скальной местности и не несут много ила. Как и Нил, Нигер ежегодно разливается. Это начинается в сентябре, пик разлива приходится на ноябрь, а завершается он к маю.
Необычной особенностью реки является так называемая внутренняя дельта Нигера, образовавшаяся в месте сильного уменьшения продольного руслового уклона. Местность представляет собой область русловой многорукавности, маршей и озёр размером с Бельгию. Имеет длину 425 км при средней ширине 87 км. Сезонные разливы делают внутреннюю дельту чрезвычайно благоприятной для рыболовства и сельского хозяйства.
Нигер теряет примерно две трети своего расхода на участке внутренней дельты между Сегу и Томбукту из-за испарения и фильтрации. Даже вод вливающейся в дельту у города Мопти реки Бани не хватает, чтобы компенсировать эти потери. Средние потери оцениваются в размере 31 км³/год (их размер сильно разнится от года к году). После внутренней дельты в Нигер впадает много притоков, однако потери на испарение по-прежнему остаются очень большими. Объём воды, приходящий в Нигерию в районе Йолы, оценивался в 25 км³/год перед 1980-ми и в 13,5 км³/год в течение восьмидесятых. Самым важным притоком Нигера является Бенуэ, который сливается с ним в районе Локоджи. Объём притоков в Нигерии в шесть раз больше, чем объём самого Нигера, когда он попадает на территорию страны. К дельте расходы Нигера возрастают до 177 км³/год (данные до 1980-х, в течение восьмидесятых — 147,3 км³/год.

## Гидрологический режим
Нигер питается водами летних муссонных дождей. В верхнем течении паводок начинается в июне и у Бамако достигает максимума в сентябре — октябре. В нижнем течении подъём воды начинается в июне от местных дождей, в сентябре он достигает максимума. Среднегодовой расход воды Нигера в устье 8630 м³/с, годовой сток 378 км³, расходы во время паводков могут достигать 30—35 тыс. м³/с.
Водный режим Нигера приурочен к субэкваториальным широтам Африки и относится к так называемому суданскому типу. Реки этого типа питаются в основном дождевыми водами и характеризуются резко выраженными сезонным расходом и стоком (максимум обычно достигается в конце лета и осенью, минимум — зимой и весной). Основные особенности водного режима Нигера связаны с тем, что верхнее и нижнее его течения расположены в областях, богатых осадками, а бассейн среднего течения характеризуется большой сухостью и сильным испарением.
Согласно данным, полученным за 40 лет наблюдений (с 1952 по 1992) в районе гидрометрической станции Маланвиля (расположена на севере Бенина, примерно, в 1100 км вверх по течению от устья Нигера), средний расход воды равен примерно 1053 м³/с, максимальный — 2726 м³/с, минимальный — 18 м³/с.
| Средний расход воды (м³/с) реки Нигер по месяцам с 1952 по 1992 гг. (замеры производились на гидрологическом посту в городе Маланвиль) |

## История

По Геродоту Нигер был частью Нила.

В средние века арабские географы полагали, что Нигер соединяется с Нилом. Начало этой идеи положили ещё греческие географы — по Геродоту, например, Нигер являлся истоком Нила, стекающим с Атласа. Одним из первых, оспоривших это мнение в своем сочинении «Travels in Africa» (1799), был английский путешественник У. Д. Браун (1768—1813). В 1796 году молодой шотландский врач Мунго Парк первым из европейцев достиг Нигера. Парком было установлено, что Нигер течёт на восток и не имеет никакого отношения ни к Сенегалу, ни к Гамбии — раньше европейцы считали, что Нигер разделяется на эти две реки. М. Парк собирался выяснить куда же направлено действительное течение Нигера, но из-за тропической лихорадки был вынужден повернуть назад. В 1805 году он снова посетил Нигер и исследовал его течение от Бамако до Буссанга, где был убит местными жителями. О нижнем течении Нигера в то время ничего не знали, но полагали, что он впадает в Гвинейский залив. Мнение это было подтверждено путешествиями Диксона Денема и Хью Клаппертона в 1825 году и вторичным путешествием Клэппертона в 1827 году. В конце 20-х годов XIX века французский путешественник Рене Кайе посетил Томбукту, выдавая себя за купца-араба. В 1830 году британское правительство послало Ричарда Лендера, сотоварища Клаппертона в прежнем путешествии, на берега Нигера, для более тщательного исследования течения реки, Лендер, с братом, сухим путём достигли Буссанга, спустились оттуда вниз по течению и, проплыв путь в 900 км, достигли Гвинейского залива. В 1832 году Лендер вошел в Нигер через Бенинскую бухту и поплыл вверх по реке; такое же путешествие, одновременно с ним, совершили Лэрд и Ольдфильд, из которых последний доплыл до Рабби, в 750 км от устья. Байки, совместно с английскими морскими офицерами, исследовал в 1857—1864 годах нижнее течение Нигера до Рабба и основал по берегам его миссии и торговые станции. Среднее течение реки, от Томбукту до Саи, было исследовано Бартом в 1854 году. Течение Нигера между устьем Бенуэ и Раббой исследовано Ральфом в 1867 году, но ещё в 1832 году Лэнг почти достиг истоков Нигера, главные ключи которого, Темби, открыты Мустье и Цвейфелем в 1879 году. Точное исследование течения Нигера между Гаммаки и Томбукту, с нанесением его на карту, сделано французским офицером Кароном в 1887 году.
В XIX веке в верхней части среднего течения Нигера, около Томбукту, утвердились французы. Торговля отсюда направлялась к западу, то есть к низовьям реки Сенегал. Тем временем в низовьях Нигера уже давно существовали европейские торговые фактории — в 80-х годах XIX века англичане купили французские фактории.

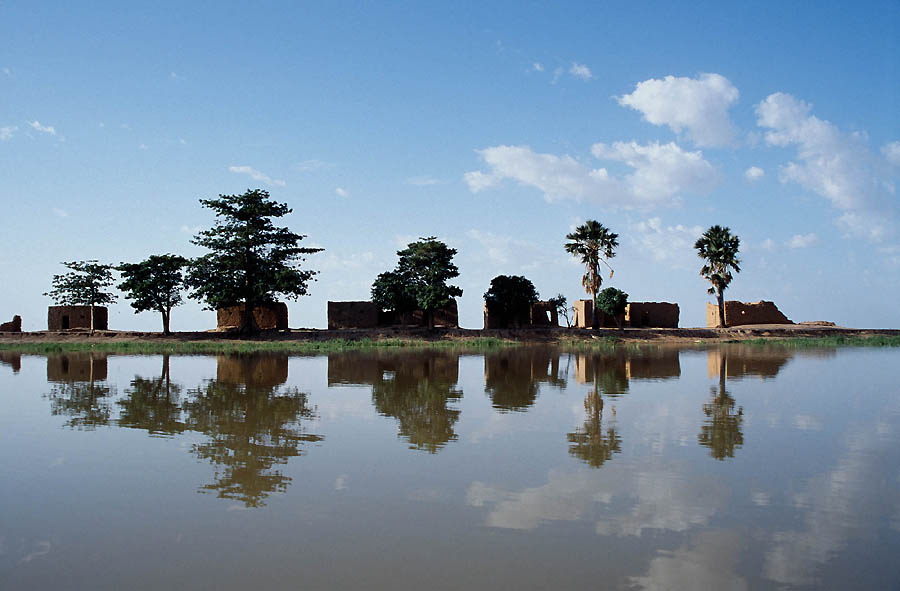
Остров на Нигере в Мали

24 октября 1946 года три француза, Жан Сови, Пьер Понти и кинорежиссёр Жан Руш, все бывшие служащие в африканских французских колониях, решили совершить путешествие по всей длине реки, что до них, вероятнее всего, никто и никогда не делал. Они начали свой путь от самых истоков Нигера в районе Кисидугу, Гвинея-Бисау, сначала пешим ходом, поскольку условия не позволяли использовать плот. Затем они совершали путешествие на самых разнообразных плавсредствах, по мере того как река расширялась и углублялась. Пьер Понти прекратил путешествие в Ниамее, а двое других достигли океана 25 марта 1947 года. Свой путь они засняли на 16-ти миллиметровую камеру, из этих съёмок Жан Руш смонтировал свои первые два этнографических документальных фильма: «Au pays des mages noirs» и «La chasse à l’hippopotame». Фильм служил как иллюстрация к книге Руша, которая увидела свет позднее, «Le Niger En Pirogue» (1954), а также к книге «Descente du Niger» (2001). Пьер Понти также вёз с собой печатную машинку и отсылал статьи в газеты по ходу пути.
В 2005 году норвежский путешественник Хельге Хьелланд предпринял ещё одну экспедицию вдоль всей длины Нигера, начав свой путь в Гвинее-Бисау в 2005 году. Он также снял документальный фильм о своём путешествии, который назвал «Кошмарное путешествие» («The Cruelest Journey»).

## Изгиб реки
Нигер имеет одну из самых необычных форм русла в плане среди крупных рек. Похожее на бумеранг, такое направление сбивало с толку европейских географов на протяжении почти двух тысячелетий. Исток Нигера расположен всего лишь в 240 километрах от Атлантического океана, однако река начинает свой путь в прямо противоположном направлении, в Сахару, после чего круто поворачивает направо около древнего города Томбукту и течёт на юго-восток до Гвинейского залива. Древние римляне думали, что река около Томбукту является частью Нила, так, например, считал Плиний. Такой же точки зрения придерживался и Ибн Баттута. Первые же европейские исследователи считали, что верхний Нигер течёт на запад и соединяется с рекой Сенегал.
Подобное весьма необычное направление возникло, вероятно, из-за объединения в древности двух рек в одну. Верхний Нигер, начинавшийся западнее Томбукту, заканчивался примерно в месте изгиба современной реки, впадая в ныне не существующее озеро, в то время как нижний Нигер начинался от холмов близ того озера и тёк на юг в Гвинейский залив. После развития Сахары в 4000—1000 гг. до н. э., две реки изменили свои направления и соединились в одну в результате перехвата.

## Хозяйственное использование
Наиболее плодородны земли во внутренней дельте и устьевой дельте реки. Река приносит в год 67 млн тонн ила.
На реке построено множество плотин и гидроузлов. Плотины Эгретт и Сансандинг поднимают воду для оросительных каналов. Наиболее крупный гидроузел на Нигере, Каинджи, был построен в 1960-х годах. Мощность гидроэлектростанции составляет 960 МВт, площадь водохранилища — около 600 км².
Судоходство же на реке развито лишь на некоторых участках, особенно от города Ниамей до впадения в океан. В реке обитает большое количество рыбы (окунь, карп и др.), поэтому среди местных жителей развито рыболовство.
У впадения реки в Гвинейский залив расположен морской порт в городе Порт-Харкорт.

## Речной транспорт
В сентябре 2009 года правительство Нигерии выделило 36 миллиардов найр на проведение дноуглубительных работ на Нигере от Баро до Варри с целью очистки дна от ила. Драгирование предназначалось для облегчения транспортировки грузов в поселения, расположенные далеко от Атлантического океана. Подобные работы предполагалось провести ещё несколько десятилетий назад, но они были отложены. Президент Нигерии Умару Яр-Адуа отметил, что проект обеспечит возможность круглогодичной навигации по Нигеру, и выразил надежду, что к 2020 году Нигерия станет одной из двадцати наиболее индустриализированных стран мира. Алхайи Ибрагим Био, министр транспорта Нигерии, сказал, что министерство сделает всё возможное, чтобы завершить этот проект в отведённые сроки. Были высказаны опасения, что подобные работы могут негативно отразиться на деревнях, расположенных в прибрежных зонах. В конце марта 2010 года проект по дноуглубительным работам на Нигере был завершён на 50 %.
В феврале 2017 года министр транспорта Нигерии Ротими Амаечи заявил о завершении дноуглубительных работ на Нигере и начале работ на Бенуэ.

## Финансирование
Большинство инвестиций в освоение Нигера производятся из фондов помощи. Например, строительство плотины Кандаджи финансируется Исламским банком развития, Африканским банком развития, фондом развития Организации стран — экспортёров нефти. Мировой Банк подтвердил предоставление ссуды с небольшими процентами в июле 2007 года на финансовые проекты в бассейне Нигера на двенадцатилетний период. Помимо целей восстановления плотин на Нигере, ссуда также направлена на цели восстановления экосистем и наращивание экономического потенциала.

## Города
(вниз по течению)
- Гвинея
  - Фарана
  - Сигири
- Мали
  - Бамако
  - Сегу
  - Мопти
  - Томбукту
  - Гао
- Нигер
  - Тиллабери
  - Ниамей
- Нигерия
  - Локоджа
  - Онича

## Охраняемые зоны
- Управление бассейном Нигера
- Национальный парк верхнего Нигера
- Западный национальный парк
- Национальный парк Каинджи